# Paul Gray (bajista)
Paul Gray (Rochford; 1 de agosto de 1958) es un bajista británico, más conocido por su militancia en bandas como Eddie & The Hot Rods ,UFO, The Damned y como bajista de estudio para Johnny Thunders.

## Biografía
En 1976 se unió a Eddie and the Hot Rods como bajista después de responder a un anuncio en el Southend Evening Echo. La banda tuvo varios sencillos y álbumes de éxito a finales de la década de 1970, incluido "Do Anything You Wanna Do". A principios de la década de 1980, luego de la partida de Graeme Douglas, Gray dejó a Eddie and the Hot Rods y, a pedido de Captain Sensible y Rat Scabies, se unió a la banda de punk rock The Damned, reemplazando al ex bajista Algy Ward. 
Numerosas fricciones en la banda llevaron a la partida de Gray en febrero de 1983. Poco después, se unió a los ovnis y permaneció hasta su separación en 1988.

## Discografía

### Eddy and the Hot Rods
- "Life on the Line" (1978)
- "Media Messiahs" (1979)
- "Power and the Glory" (1979)
- Thriller
- Curse of the Hot Rods (1992)
- Gasoline Days (1996)

### Damned
- 1980 – The Black Album
- 1982 – Strawberries
- 1985 – Phantasmagoria
- 1986 – Anything
- 1995 – Not of This Earth
- 2001 – Grave Disorder
- 2008 – So, Who's Paranoid?
- 2018 – Evil Spirits